# Різдвяна пригода
«Різдвяна пригода» (англ. Karroll's Christmas) — американська різдвяна телевізійна комедія режисера Денніса Дугана, що вийшла 2004 року, чергова варіація традиційної різдвяної повісті Чарлза Діккенса.

## Сюжет
Аллен Керролл працює дизайнером вітальних листівок, але з деяких пір ненавидить Різдво, що впливає на його роботу. До того ж напередодні Різдва він свариться зі своїм сусідом Зебом Розокогом, сварливим і нелюдимим чоловіком, який був колишнім генеральним директором компанії Керролла. Через свою зацикленість на стосунках з сусідом Керолл відштовхує свою дівчину Керрі, тим самим руйнуючи її таємні плани зробити йому пропозицію різдвяної ночі.
Після того, як дівчина йде додому від Керролла, його відвідує привид Джейкоба Марлі (спорідненого з Бобом Марлі), який начебто помилково приймає його за Розокога. Слідом за ним Керолла відвідують привиди Минулого, Теперішнього і Майбутнього Різдва, які змушують його переглянути своє ставлення до життя.

## У ролях
| Актор             | Роль                                             |
| ----------------- | ------------------------------------------------ |
| Том Еверетт Скотт | Аллен Керролл                                    |
| Воллес Шон        | Зеб Розког                                       |
| Ларрі Міллер      | Баррі Фрідмен, Привид минулого Різдва            |
| Аланна Убач       | Джоді Макдугал, Привид різдвяного подарунка      |
| Верн Троєр        | Спайк Гольдштейн, Привид Різдва, яке ще попереду |
| Діанна Мілліган   | Керрі Форд                                       |
| Річард Клайн      | Бредлі Карчет                                    |